# Atuarfik Kilaaseeraq
Atuarfik Kilaaseeraq er den eneste folkeskole i byen Maniitsoq på vestkysten af Grønland. Navnet har skolen fået fra Kilaaseeraq Biilmann, en af skolens tidligere lærere.
Atuarfik Kilaaseeraq dækker 1. til 11. skoletrin, og har 423 elever fordelt på 31 klasser. Til sammen 43 lærere er ansat. Skolen har både gymnastiksal, bibliotek og fritidsklub. Det foregår også fritidsundervisning for voksne her på skolen, og byens tandklinik holder også til her. De tre andre bygder i kommunen besøges minimum 2 gange årligt, med et mobilt tandlægekontor.
Skoleinspektøren i 2007 er Elna Heilmann.
Tidligere var der to skoler i byen , men den anden folkeskole er Kuuttartup Atuarfia lukkede i 2008.